# Vincenzo Severino
Vincenzo Severino (Caiazzo, 10 marzo 1859 – Afragola, 22 maggio 1926) è stato un pittore italiano.

## Biografia
Si è formato all'Accademia di belle arti di Napoli, alla scuola di  Filippo Palizzi e di Domenico Morelli. Si è distinto come pittore di soggetti storici e religiosi, per le scene di genere e come ritrattista.
Fu presente alle mostre della società Promotrice Salvator Rosa, dal 1888. Nel 1890 vi presentò un paesaggio con figure e animali ed un ritratto. Con l'aiuto di suo fratello Raffaello (1862-1946)  eseguì decorazioni del Teatro Cimarosa di Caserta e dipinse in stile neo-bizantino la cappella Leonetti al Camposanto di Caserta. Dipinse anche una Invenzione della croce in una cappella dell'Arciconfraternita di San Mattia Apostolo, a Napoli. Ebbe commissioni dal principe Ruffo-Scilla di Palazzola e le realizzò con l'aiuto del fratello. Dipinse cartoni per arazzi.
Espose a Milano, nel 1882, Il mese di Maria al mio paese, Mietitore Calatino, e Contadina Calatina; a Roma, nel 1883, presentò Gioie domestiche ed Effetto di notte. Lavorò ad affresco nella chiesa del Carmine, a Gragnano e, insieme col fratello, nella chiesa di Santa Maria degli Angeli, a Nocera Inferiore.

### Altre sue opere
Nel Santuario di San Francesco da Paola, a Milazzo, Vincenzo Severino ha dipinto ad affresco, nel 1914, la calotta absidale con il Miracolo della Moltiplicazione dei pani e dei pesci. Sue tele ed affreschi sono nella chiesa dell'Immacolata a Vico, a Napoli. Ha dipinto anche un tondo con San Felice da Nola, che si trova nella Cattedrale di Nola, nella cappella di San Paolino, dove realizzò anche, ad affresco, sette angeli che rappresentano le visrtù di questo santo: la dignità consolare, il genio poetico, il genio artistico, la dignità episcopale, la tutela della natura, il sacrificio mentre era schiavo e il sacrificio mentre era in prigione. Nella chiesa del convento di San Francesco, a Nola, ha lasciato un dipinto della martire Sant'Agata.
Nel Santuario di Sant'Antonio di Padova ad Afragola, dal 1918, affrescò la navata centrale e le cappelle laterali. Buona parte della navata centrale raffigura il grande affresco  della "Gloria del Santo". Il patavino è introdotto in Paradiso da San Francesco d'Assisi e condotto alla presenza della Santissima Trinità e della Vergine Maria. Fanno da cornice alla scena numerosi angeli, altri santi (tra questi i protomartiri francescani) e i prelati. Altre sue opere che raffigurano il Santo di Padova sono: l'apparizione di Gesù Bambino, il miracolo dei pesci, il miracolo della mula.
Nel 1902 dipinse volta e pareti di un salotto in uno dei palazzi dei baroni Carbonelli sul Corso Secondigliano, nello specifico quello al civico 499. Nel 1922 invece dipinse volta e quadri sovrapporta in una sala al secondo piano del Palazzo in vico Tre Re a Toledo n.60, sito a Napoli.

### Opere in musei e collezioni
Alla Galleria dell'Accademia di belle arti di Napoli si conserva un Autoritratto giovanile, olio su tela, 38,5x52,5 cm.